# Битва при Фотевике
Битва при Фотевике (дат. Slaget ved Fodevig) произошла 4 июня 1134 года в заливе Фотевик в Скании между войсками короля Дании Нильса и его сына Магнуса Нильсена и войсками Эрика Эмуна.
На момент смерти у датского короля Эрика I было два сына, которые были кандидатами на престолонаследие: Кнуд Лавард и Эрик Эмун. Кнуд, как единственный законный сын Эрика I, имел особенно сильные права. Когда вместо него был выбран младший брат короля Эрика I Нильс, ставший королем Нильсом, Кнуд был вынужден бежать. В январе 1131 года он оказался в ловушке в лесу недалеко от Рингстеда в Зеландии и был убит. Некоторые источники считают, что это было убийство, совершенное Магнусом Нильсеном, сыном Нильса, в то время как некоторые приписывают его самому королю Нильсу. Новый король и его сын вскоре оказались в гражданской войне против единокровного брата Лаварда Эрика Эмуна. Смерть Кнуда Лаварда спровоцировала гражданскую войну, которая с перерывами продолжалась до 1157 года.
В битве при Фотевике войска короля Нильса были застигнуты врасплох контингентом немецких солдат на лошадях. Кавалерийские атаки в больших масштабах ранее редко применялись в Скандинавии. Магнус Нильсен был убит, как и пять его епископов: Педер Роскилльский, Торе Рибский, Кетиль Вестервигский, Ульвкель Орхусский и Хенрик, епископ Сигтуны.
После битвы король Нильс бежал с остатками своего флота в Шлезвиг. Во время своего бегства Нильс считал своего племянника Харальда Кешу своим соправителем в Дании. Нильс был убит в Шлезвиге 25 июня 1134 года городскими бюргерами. Битва стала решающей победой Эрика Эмуна, который стал следующим королем Дании под именем Эрик II.